# 쑨리 (배우)
쑨리(중국어 간체자: 孙俪, 정체자: 孫儷, 병음: Sūn Lì, 한자음: 손려, 1982년 9월 26일~)는 중화인민공화국의 배우이다.

## 출연작

### 드라마
- 2006년 안후이 위성 텔레비전 해돈제일극장 《신상해탄》 - 풍정정 역
- 2008년 중국중앙텔레비전 황금강당극장 《진감세계적칠일》 - 당요요 역
- 2011년 동방 위성 텔레비전 황금극장 《후궁견환전》 - 효성헌황후 역
- 2012년 안후이 위성 텔레비전 해돈제일극장 《소이다학》 - 다케우치 다즈루 역
- 2013년 안후이 위성 텔레비전 해돈제일극장 《랄마정전》 - 샤빙 역
- 2015년 동방 위성 텔레비전 동방극장 《미월전》 - 미월 역
- 2017년 동방 위성 텔레비전 동방극장 《꽃 피던 그해 달빛》 - 주영 역
- 2020년 동방 위성 텔레비전 동방극장 《안가 : Selling Dream》 - 팡쓰진 역
- 2020년 동방 위성 텔레비전 동방극장 《재일기》 - 팡주임 역
- 2021년 동방 위성 텔레비전 동방극장 《이상지성》 - 쑤샤오 역
- 2025년 아이치이 웹드라마 《오운지상》 - 한칭 역

### 예능
- 2015년 저장 위성 텔레비전 《번파오바슝디》

### 뮤직비디오
- 비 - 手記 (수기)

## 수상
- 2008년 제2회 로마 영화제 여우주연상
- 2012년 제4회 베이징 국립드라마 페스티벌 여우주연상
- 2012년 제4회 마카오 국제 영화제 드라마부문 여우주연상